# Lekhchef
La lekhchef est une boisson traditionnelle algérienne sucrée et énergisante, originaire de Constantine.
Ce breuvage frais et désaltérant est constitué d'un sirop d'eau de rose, de raisins secs et d'eau de fleur d'oranger et parfumé aux bâtonnets de cannelle.